# Pereire (métro de Paris)
Pour les articles homonymes, voir Pereire.
Pereire est une station de la ligne 3 du métro de Paris, située dans le 17e arrondissement de Paris.

## Situation
La station est implantée sous l'avenue de Villiers, à l'est de la place du Maréchal-Juin. Approximativement orientée selon un axe est-ouest, elle s'intercale entre les stations Porte de Champerret et Wagram.

## Histoire
La station est ouverte le 23 mai 1910 avec la mise en service du prolongement de la ligne 3 depuis Villiers, et en constitue provisoirement le terminus occidental (depuis Gambetta) en raison d'un avancement inégal des travaux jusqu'au 15 février 1911, date à laquelle la ligne est prolongée d'une station supplémentaire jusqu'à Porte de Champerret.

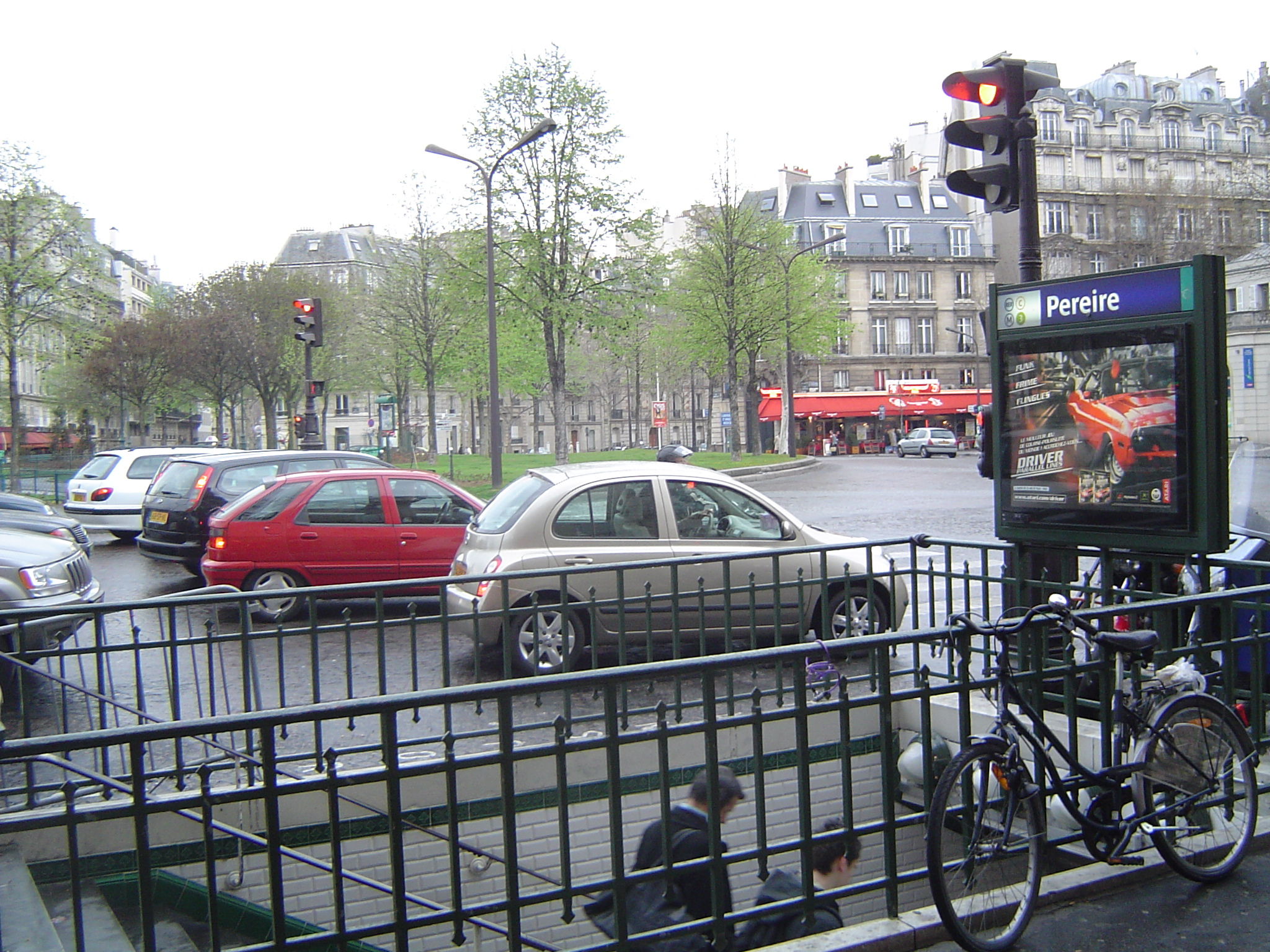
Entrée de la station Pereire.

Elle doit sa dénomination à sa proximité avec le boulevard Pereire, lequel rend hommage aux frères Pereire, Émile (1800-1875) et Isaac (1806-1880), fondateurs de la compagnie des chemins de fer du Midi.
La station porte comme sous-titre Maréchal Juin, du fait de son implantation sous la place du Maréchal-Juin, dénommée ainsi par arrêté municipal du 6 avril 1973, en l'honneur du maréchal français Alphonse Juin (1888-1967). Ce sous-titre ne figure cependant pas sur les plans.
Dans le cadre du programme « Renouveau du métro » de la RATP, les couloirs de la station et l'éclairage des quais ont été rénovés le 5 septembre 2002.

Selon les estimations de la RATP, la station a vu entrer 4 446 732 voyageurs en 2019, ce qui la place à la 100e position des stations de métro pour sa fréquentation. En 2020, avec la crise du Covid-19, son trafic annuel tombe à 2 221 107 voyageurs, la reléguant alors au 106e rang, avant de remonter progressivement en 2021 avec 3 130 190 entrants comptabilisés, ce qui la classe à la 97e position des stations du réseau pour sa fréquentation cette année-là.

## Services aux voyageurs

### Accès
La station dispose de deux accès débouchant au sud-est de la place du Maréchal-Juin :
- l'accès 1 « Place du Maréchal-Juin » se trouvant au droit du no 1 de la place ;
- l'accès 2 « Square Albert-Besnard » se situant en lisière de ce square situé en son centre, face à la rue de Courcelles.

Accès à la station
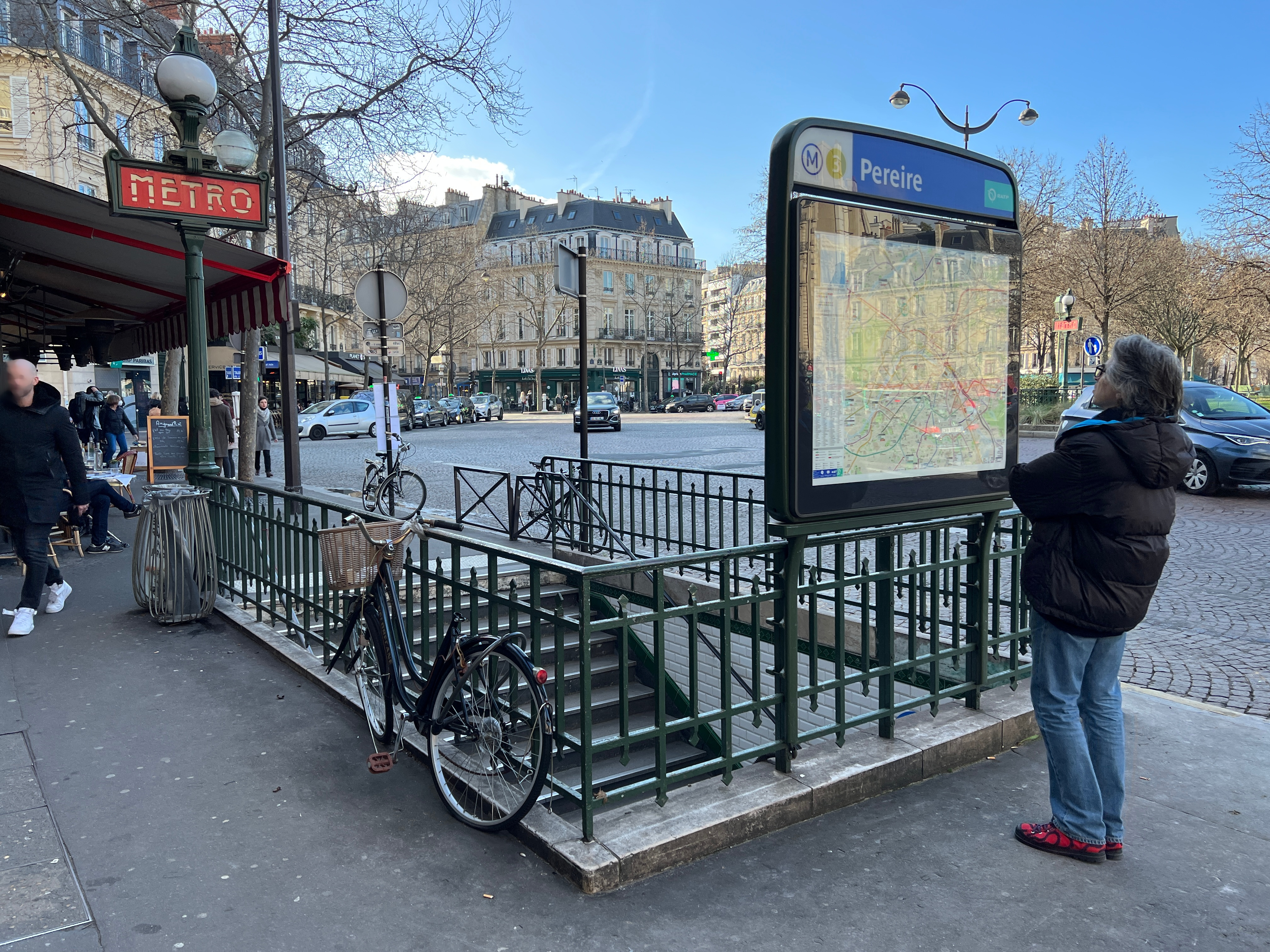
L'accès no 1 « Place du Maréchal-Juin ».
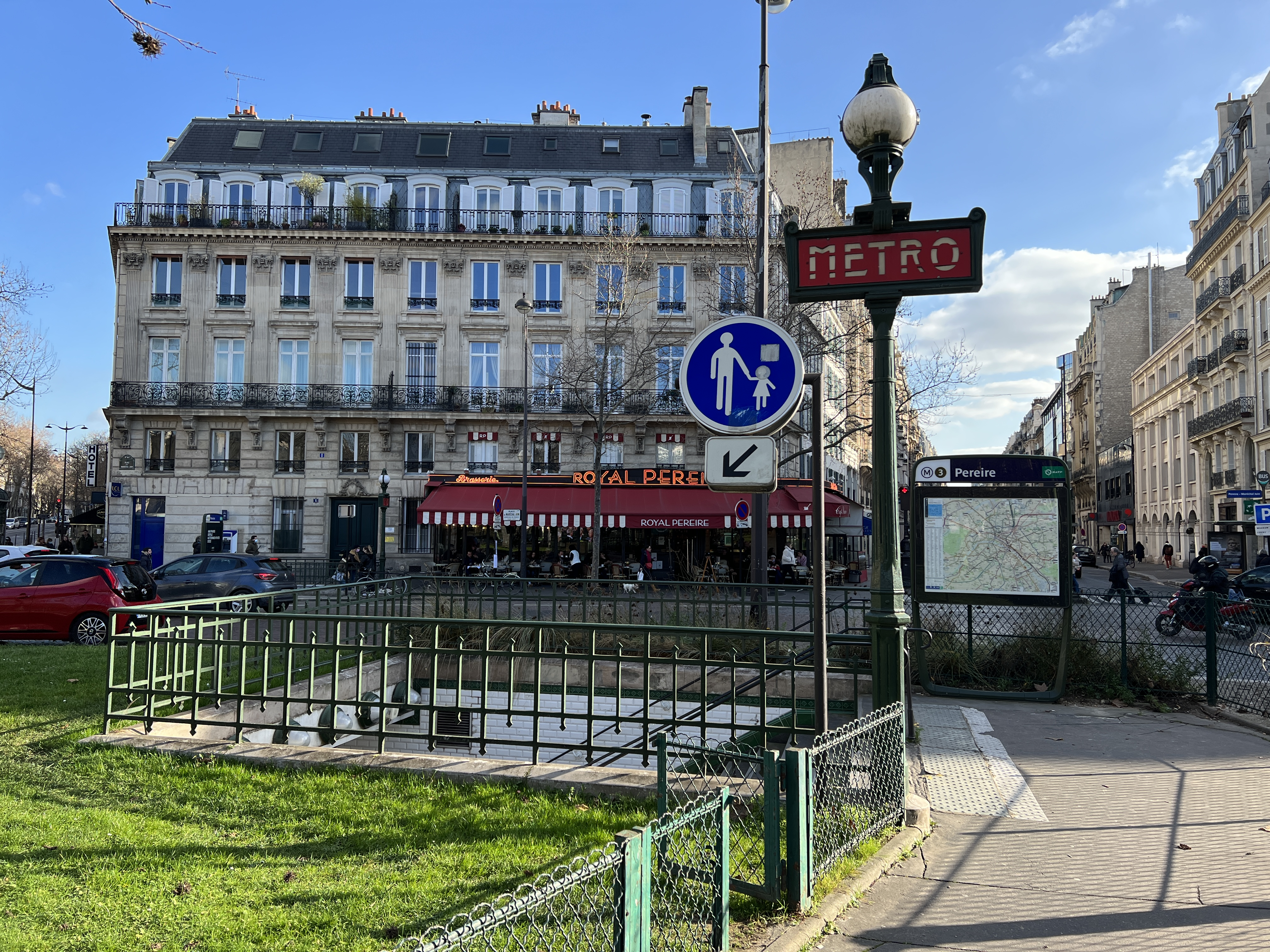
L'accès no 2 « Square Albert-Besnard ».

.

### Quais
Pereire est une station de configuration standard : elle possède deux quais séparés par les voies du métro et la voûte est elliptique. La décoration est du style utilisé pour la majorité des stations de métro : les bandeaux d'éclairage sont blancs et arrondis dans le style « Gaudin » du renouveau du métro des années 2000, et les carreaux de céramique blancs biseautés recouvrent les piédroits, la voûte et les tympans. Les cadres publicitaires sont métalliques et le nom de la station est inscrit en police de caractères Parisine sur plaques émaillées. Les quais sont équipés de barres « assis-debout » de couleur bleue.

### Intermodalité
La station est en correspondance avec la gare de Pereire - Levallois sur la ligne C du RER.
Elle est également desservie par les lignes 84, 92, 93, 163 et 341 du réseau de bus RATP et, la nuit, par les lignes N16, N52 et N152 du réseau de bus Noctilien.

## À proximité
- Square Albert-Besnard
- Promenade Pereire
- Ambassade du Togo